# Begonia aenea
Begonia aenea es una especie de planta de la familia Begoniaceae. Esta begonia es originaria de Assam en India. La especie pertenece a la sección Platycentrum; fue descrita en 1871 por el botánico belga Jean Linden (1817-1898) y el paisajista francés Édouard André (1840-1911). El epíteto específico es aenea que significa «bronceado, cobrizo».